# ورزشگاه داریوش و گیرناس
ورزشگاه داریوش و گیرناس (به لاتین: Darius and Girėnas Stadium) یک ورزشگاه فوتبال در لیتوانی است که در کاوناس واقع شده‌است.